# Stazione di Anguillara
Stazione di Anguillara vasútállomás Olaszországban, Anguillara Sabazia településen.

## Vasútvonalak
Az állomást az alábbi vasútvonalak érintik:
- Viterbo–Róma-vasútvonal

## Kapcsolódó állomások
A vasútállomáshoz az alábbi állomások vannak a legközelebb:
- Stazione di Cesano di Roma (Stazione di Roma Tiburtina, FL3)
- Stazione di Vigna di Valle (Stazione di Viterbo Porta Fiorentina, FL3)
- Stazione di Crocicchie